# Nonglard
Nonglard ist eine französische Gemeinde im Département Haute-Savoie in der Region Auvergne-Rhône-Alpes.

## Geographie
Nonglard liegt auf 516 m, etwa zehn Kilometer westlich der Stadt Annecy (Luftlinie). Das Bauerndorf erstreckt sich an aussichtsreicher Lage im nördlichen Albanais, hoch über dem Tal des Fier, am Westrand des Höhenzuges der Montagne d’Age.
Die Fläche des 4,12 km² großen Gemeindegebiets umfasst einen Abschnitt des Genevois. Der südliche Gemeindeteil wird durch den Ruisseau de l’Ecluse zum Fier entwässert, der nördliche wird von der gewellten Hügellandschaft zwischen den Tälern von Fier und Usses eingenommen. Nach Osten erstreckt sich das Gemeindeareal auf den bewaldeten und teilweise mit Felsen durchzogenen Kamm der Montagne d’Age, auf der oberhalb der Rochers de Nyre mit 630 m die höchste Erhebung von Nonglard erreicht wird.
Zu Nonglard gehören neben dem eigentlichen Ortskern auch verschiedene Weilersiedlungen und Gehöfte, darunter:
- Monthoux (540 m) am Hang oberhalb des Dorfes
- La Ville (540 m) am Hang oberhalb des Dorfes

Nachbargemeinden von Nonglard sind Sillingy im Norden, Poisy im Osten, Lovagny im Süden sowie Vaulx im Westen.

## Sehenswürdigkeiten
Die Dorfkirche wurde im Stil der Neugotik erbaut. Aus dem 17. Jahrhundert stammt die Lanterne des Morts von Nonglard, die vier Meter hoch ist und von einem Kreuz bekrönt wird.

## Bevölkerung
| Jahr                       | 1962 | 1968 | 1975 | 1982 | 1990 | 1999 | 2006 |
| Einwohner                  | 224  | 208  | 240  | 313  | 391  | 471  | 485  |
| Quellen: Cassini und INSEE |      |      |      |      |      |      |      |

Mit 735 Einwohnern (Stand 1. Januar 2022) gehört Nonglard zu den kleinen Gemeinden des Département Haute-Savoie. Im Verlauf des 19. und 20. Jahrhunderts nahm die Einwohnerzahl aufgrund starker Abwanderung kontinuierlich ab (1861 wurden in Nonglard noch 411 Einwohner gezählt). Seit Beginn der 1970er Jahre wurde jedoch wieder eine deutliche Bevölkerungszunahme verzeichnet.

## Wirtschaft und Infrastruktur
Nonglard ist noch heute ein vorwiegend durch die Landwirtschaft geprägtes Dorf. Daneben gibt es einige Betriebe des lokalen Kleingewerbes. Viele Erwerbstätige sind Wegpendler, die in den größeren Ortschaften der Umgebung, insbesondere im Raum Annecy ihrer Arbeit nachgehen.
Die Ortschaft liegt abseits der größeren Durchgangsstraßen an der Departementsstraße D14, die von Annecy nach Seyssel führt. Eine weitere Straßenverbindung besteht mit Sillingy. Der nächste Anschluss an die Autobahn A41 befindet sich in einer Entfernung von rund 11 km.